# 大韓イエス教長老会 (高麗改革)
大韓イエス敎長老會（高麗改革）（대한예수교장로회（고려개혁））は、1992年に設立された大韓民国の大韓イエス教長老会の教団である。

## 沿革
日本の占領時代に天皇の名において強制された神社参拝の拒否で投獄された韓尚東・朱南善牧師が設立した高麗派の設立理念を継承しており、清教徒的な改革主義神学を根幹でしている。現在は韓国長老教団中で名実共に長老派教会の改革主義を実践していっている。韓国基督教総聯合会に所属した教団である。